# I'm the Singer, You're the Song
I'm the Singer, You're the Song utkom 1980 på Mariann Records och är ett studioalbum av den svenske sångaren Mats Rådberg, hans sjunde soloalbum, och som gästartist medverkar den norska sångerskan Elisabeth Andreassen.
Det var vid en countrygala i Stockholm 1980 som den svenske låtskrivaren, sångaren och skivproducenten Lasse Holm upptäckte Elisabeth Andreassen och bjöd in henne till en musikstudio i staden för att spela in en demonstrationskassett. När den var inspelad i KMH Studio och Andreassen precis fått skivkontrakt hos Bert Karlsson och hans Mariann Records blev hon tillfrågad av Lasse Holm om hon ville sjunga in fyra duetter med Mats Rådberg, som då hade stora countryframgångar i Sverige, och Andreassen tackade ja. Resultatet blev "Mot alla vindar", "I'm the Singer, You're the Song", "Help Me Make it Through the Night" och "Let Somebody love you". Låtarna producerades av Lasse Holm och spelades in i KMH Studio i Stockholm i september 1980.
Titelspåret blev en stor hitlåt och gavs även ut på singel. Även "Mot alla vindar", som låg på Svensktoppen i sju veckor i oktober–november 1980 , blev en stor hitlåt.

## Låtlista
1. "I'm the Singer, You're the Song" (Jerry Goldstein, Tanya Tucker)
2. "När vi vaknar i morgon" ("Luckenbach Texas") (Bobby Emmons, Chips Moman, Mats Rådberg)
3. "The Gambler" (Don Schlitz)
4. "Too Many Mornings" (George Place)
5. "Vi glömmer det som var" (Lasse Holm, Mats Rådberg, Torgny Söderberg)
6. "Help Me Make it through the Night" (Kris Kristofferson)
7. "Mot alla vindar" ("Against the Wind") (Bosse Carlgren, Jon English)
8. "Let Somebody Love You" (Craig Bradford)
9. "Looking for Love" (Bob Morrison, Patti Ryan, Wanda Mallete)
10. "Akta dig för Tommy" ("Coward of the County") (Billy Edd Wheeler, Björn Håkansson, Roger Bowling)
11. "Mamas, Don't Let Your Babies Grow up to be Cowboys" (Ed Bruce, Patsy Bruce)
12. "Vän på vägen" ("Conwoy") (Bill Fries)